# Antodice opena
Antodice opena là một loài bọ cánh cứng trong họ Cerambycidae.